# Proadamas indefessa
Proadamas indefessa är en fjärilsart som beskrevs av Edward Meyrick 1929. Proadamas indefessa ingår i släktet Proadamas och familjen stävmalar. Inga underarter finns listade i Catalogue of Life.